# Good Morning Show
『早晨！ 動新聞』是一部於2016年10月8日上映的日本電影。第40屆蒙特利爾世界電影節的參展作品。

## 演員
澄田真吾 - 中井貴一（香港配音：蘇裕邦）
晨間資訊節目「早晨！ 動新聞」的主播。48歲。曾為新聞節目主播，因某次在災害現場的報道受到外界批評而被調離節目。
小川圭子 - 長澤正美（香港配音：石梓晴）
「早晨！ 動新聞」的副手主播。負責新聞。
三木沙也 - 志田未來（香港配音：何凱怡）
「早晨！ 動新聞」的副手主播。負責體育。
石山聡 - 時任三郎（香港配音：竺諺鴻）
「早晨！ 動新聞」的節目製作人。澄田的同期。
澄田明美 - 吉田羊（香港配音：王綺婷）
澄田的太太。曾為女主播
西谷颯太 - 濱田岳（香港配音：黃榮璋）
黒岩哲人 - 松重豊（香港配音：黎家希）
秋吉克己 - 池内博之（香港配音：竺諺鴻）
松岡宏二 - 林遣都（香港配音：張振熙）
館山修平 - 梶原善（香港配音：利耀堂）
新垣英莉 - 木南晴夏
府川速人 - 大東駿介
清水菖蒲 - 折井步（香港配音：謝穎茵）
成本一美 - 森脇英理子
田辺千秋 - 小谷早彌花
下田知世 - 東亞優
情報制作部副部長 - 遠山俊也
報道部長 - 小木茂光（香港配音：利耀堂）
フロアチーフディレクター - 上野なつひ
AD - 大西礼芳
報道記者 - 志野隆
スイーツ店の店長 - 水谷あつし
澄田的兒子 - 弥尋
立てこもり事件の人質 - 山田望叶
- 松嶋亮太
- 北山雅康
- 川井つと
- 掛田誠
- 佐藤恒治
- 田鍋謙一郎
- 渡辺真理
- 越村友一
- 大地泰仁
- 大津尋葵
- 小柳心
- 田川可奈美
- 鈴木豐
- 原田裕章
- 永野典勝
- 岡田吉弘
- 東口宜隆（さらば青春の光）
- 森田哲矢（さらば青春の光）
- 伽代子
- 星野亘
- 柳家東三楼

## 製作人員
- 監製・劇本：君塚良一
- 導演：石原隆、市川南
- 製作人：土屋健、古郡真也
- 配樂：村松崇継
- 攝影：栢野直樹
- 燈光：磯野雅宏
- 收音：柿澤潔
- 剪接：穂垣順之助
- 美術：山口修
- 主題曲：KANA-BOON「Wake up」（Ki/oon Music）[1]
- 製作：富士電視台、東寶
- 制作公司：FILM
- 發行：東寶

## 相關
- 『華爾街綁架直擊』 - 為同年上映的美國驚悚電影。與本作部分情節相似。

## 外部連結
- 電影『Good Morning Show』官方網站